# Paterio (console 443)
Flavio Paterio (in latino Flavius Paterius; fl. 442-443) è stato un politico romano dell'Impero romano d'Occidente sotto l'imperatore Valentiniano III.

## Biografia
Fu Prefetto del pretorio d'Italia nel 442. Nel 443 fu Console con Petronio Massimo; entrambi furono scelti dalla corte occidentale.
Era noto per la sua eloquenza.